# Vamos (partito politico guatemalteco)
Vamos (nome completo: in spagnolo Vamos por una Guatemala Diferente, in italiano: Andiamo per un Guatemala diverso) è un partito politico guatemalteco. Il leader è Alejandro Giammattei, dal 2020 al 2024 Presidente della Repubblica.

## Risultati elettorali

### Elezioni parlamentari
| Elezione | Voti    | %    | Seggi    |
| -------- | ------- | ---- | -------- |
| 2019     | 320.939 | 7,97 | 16 / 160 |
| 2023     |         |      |          |

### Elezioni presidenziali
| Elezione | Elezione | Candidato             | Voti      | %     | Esito       |
| -------- | -------- | --------------------- | --------- | ----- | ----------- |
| 2019     | I turno  | Alejandro Giammattei  | 608.083   | 13,89 | ✔️ Eletta/o |
| 2019     | II turno | Alejandro Giammattei  | 1.907.767 | 57,95 | ✔️ Eletta/o |
| 2023     | I turno  | Manuel Conde Orellana |           |       |             |
| 2023     | II turno | Manuel Conde Orellana |           |       |             |